# Canelles (Santa Lucía)
Canelles es una localidad de Santa Lucía que forma parte del distrito de Micoud.